# Veronica vadiniensis
Veronica vadiniensis är en grobladsväxtart som beskrevs av R.Alonso, Lence, López Pach., Puente och Penas. Veronica vadiniensis ingår i släktet veronikor, och familjen grobladsväxter. Inga underarter finns listade i Catalogue of Life.